# Angus Maddison
Angus Maddison (Newcastle upon Tyne, 6. prosinca 1926. – Neuilly-sur-Seine, 24. travnja 2010.) britanski ekonomski povjesničar, analitičar i savjetnik.

## Životopis
Maddison je odrastao i školovao se u Engleskoj. Studirao je u Engleskoj, Kanadi i SAD-u. Dugi niz godina radio je na projektima Organizacije za ekonomsku suradnju i razvoj. U Francuskoj je 1978. godine obranio doktorat (Aix-Marseille Université), te iste godine postaje predavač na nizozemskom Sveučilištu u Groningenu (Rijksuniversiteit Groningen). Dobitnik je više nagrada i priznanja za svoj rad.

## Makroekonomska povijest
Područje Maddisonova istraživanja bila je makroekonomska povijest, koju je i utemeljio kao novu znanstvenu disciplinu. Kao zaljubljenik u brojke, nasljedujući rad američkog statističara i ekonomskog povjesničara Simona Kuznetsa, s brojnim suradnicima iz čitavoga svijeta stvarao je vremenske serije o gospodarskom rastu gotovo svih zemalja u svijetu te ih uspoređivao s dinamikom svjetskoga izvoza, zaposlenosti, uloženoga kapitala i drugim relevantnim makroekonomskim veličinama.
U svojim radovima donosi podatke o stanovništvu, o bruto domaćem proizvodu i o BDP-u po stanovniku, izvozu, zaposlenosti i druge. S vremenom proučavano razdoblje proširuje s nekoliko stotina na nekoliko tisuća godina unatrag, a proučavani prostor sa zapadne Europe na cijeli svijet.
Rezultati njegovih istraživanja omogućili su ekonomskoj misli usporednu analizu raznih ekonomskih zajednica i mjerenje uspješnosti pojedinih ekonomskih politika.

## Djela
Značajniji Maddisonovi naslovi su:
- Svjetsko gospodarstvo u 20. stoljeću (World Economy in the 20th Century, 1989.)
- Praćenje svjetskog gospodarstva 1820. – 1992. (Monitoring the World Economy 1820. – 1992., 1995.)
- Svjetsko gospodarstvo - tisućljetni pogled unatrag (L’économie mondiale - une perspective millénaire, 2001.)
- Svjetsko gospodarstvo: povijesne statistike (The World Economy: Historical Statistics, 2003.)
- Eseji iz makroekonomske povijesti (Contours of the World Economy, 1-2030 AD; Essays in Macroeconomic History, 2007.)

Djela mu nisu prevedena na hrvatski jezik.

## Vanjske poveznice
Ostali projekti
|  | Zajednički poslužitelj ima još gradiva o temi Angus Maddison |

Mrežna mjesta
- Madison Project  Arhivirana inačica izvorne stranice od 29. travnja 2013. (Wayback Machine), stranice posvećene djelu Angusa Maddisona (engl.)